# Lorenzi (cognome)
Lorenzi è un cognome di lingua italiana.

## Varianti
Allora, Allori, Allorio, Alloro, De Laurentiis, De Laurentis, De Laurenzis, De Lorenzi, De Lorenzis, De Lorenzo, De Renzi, De Renzis, De Rienzo, Delorenzi, Delorenzis, Delorenzo, Derienzo, Di Lorenzo, Di Loreto, Dilorenzo, Larentis, Laura, Laurenti, Laurenzi, Lauri, Lauricella, Lauriello, Laurini, Laurino, Laurito, Lauritano, Lauro, Lorenzato, Lorenzetti, Lorenzetto, Lorenzin, Lorenzini, Lorenzo, Lorenzon, Lorenzone, Lorenzoni, Lorenzotti, Lorenzut, Lorenzutti, Nencetti, Nenci, Nencini, Nencioli, Nenciolini, Nencioni, Renda, Rendace, Rendaci, Rendo, Renna, Renno, Rensi, Renza, Renzetti, Renzi, Renzini, Renzo, Renzoni, Renzulli, Renzullo, Ronzatti, Ronzatto, Ronzi, Ronzon, Ronzoni.

## Origine e diffusione
Il cognome è tipicamente panitaliano.
Deriva dal prenome Lorenzo.
Le varianti Laurenzi e Renzi sono panitaliane, con presenze perlopiù al Centro-Nord; Larentis è trentino; Ronzatto è friulano; Ronzi e Ronzoni sono lombardi; Rensi è settentrionale; Renzulli e Renzullo sono campani; De Lorenzo, Di Lorenzo e Di Loreto sono meridionali; Allora è piemontese e toscano; Lauriello è napoletano.

## Persone
- Benito Lorenzi – calciatore e allenatore di calcio italiano
- Gabriele Lorenzi – tastierista italiano
- Leo Lorenzi – pilota motociclistico italiano
- Lucrezia Lorenzi – sciatrice alpina italiana
- Paolo Lorenzi – tennista italiano